# Avenida Almirante Gago Coutinho
A Avenida Almirante Gago Coutinho é uma avenida de Lisboa, localizada nas freguesias de Alvalade e Areeiro.
A avenida tem início na Praça Francisco Sá Carneiro e fim no Rotunda do Aeroporto.
Foi anteriormente designada como prolongamento da Avenida Almirante Reis, segundo edital de 17 de fevereiro de 1947, e Avenida do Aeroporto.